# 荒井良雄 (地理学者)
荒井 良雄 （あらい よしお、1954年1月29日 - ）は、日本の人文地理学者。東京大学名誉教授。専門は都市地理学。

## 略歴
福井県に生まれ、幼少から新潟県で育つ。新潟県立中条高等学校卒業、1975年東京大学工学部都市工学科卒業、1978年同大学院理学研究科博士課程中退。同教養学部助手、信州大学経済学部助教授を経て、1992年東大教養学部助教授（人文地理学）、1996年総合文化研究科（広域科学）教授。1992年「生活活動空間の構造と変容に関する研究」で東大博士（工学）。2006年人文地理学会賞受賞。日本地理学会では、理事長（2012年 - 2013年）、会長（2014年 - 2015年）を歴任した。
2019年3月に東京大学を定年退職し、新年度から帝京大学経済学部地域経済学科教授となった。2023年の時点では、特任教授であったが、2024年には帝京大学を離れた。

## 著書
- 郊外に居住する高齢者のハウジング環境に関する実証研究 （地域社会研究所、第一住宅建設協会編 地域社会研究所 1994年5月）

## 共編著
- 都市の空間と時間 生活活動の時間地理学 （共著 古今書院 1996年10月）
- 日本の人口移動 ライフコースと地域性 （川口太郎、井上孝共編 古今書院 2002年6月）
- 日本の流通と都市空間 （箸本健二共編 古今書院 2004年8月）
- 流通空間の再構築 （箸本健二共編 古今書院 2007年4月）
- 中国都市の生活空間 社会構造・ジェンダー・高齢者 （岡本耕平、田原裕子、柴彦威共編 ナカニシヤ出版 2008年4月）

## 翻訳
- 生活の空間都市の時間 Anthology of time geography （共編訳 古今書院 1989年4月）
- 世界の地理 図説大百科 22 日本・朝鮮半島 （朝倉書店 1998年）